# اکویا
اکویا (انگلیسی: IQVIA) شرکت داروسازی آمریکایی است، که در سال ۱۹۸۲ تأسیس شد.
شرکت اکویا مستقر در دورهام، کارولینای شمالی، یک شرکت آمریکایی است که بر فناوری اطلاعات سلامت و تحقیقات بالینی تمرکز دارد.
این شرکت سه بخش را اداره می‌کند: فناوری و تجزیه و تحلیل (۴۰٪ از درآمد سال ۲۰۲۴)، که بر فناوری اطلاعات سلامت متمرکز است و به ۱٫۲ میلیارد پرونده بیمار منحصر به فرد و ناشناس در سراسر جهان دسترسی دارد و نرم‌افزارهای کاربردی مدیریت ارتباط با مشتری مبتنی بر ابر و همچنین خدمات مشاوره تحلیلی را به صنعت مراقبت‌های بهداشتی ارائه می‌دهد؛ تحقیق و توسعه (۵۵٪ از درآمد سال ۲۰۲۴)، که یک سازمان تحقیقاتی قراردادی است که تمام جنبه‌های آزمایش‌های بالینی از جمله مدیریت آزمایش‌های بالینی فاز ۱ تا ۵، داروشناسی بالینی، خدمات پس از تأیید، امور نظارتی، طراحی پروتکل، برنامه‌ریزی عملیاتی، مطالعه و راه‌اندازی سایت، استخدام بیمار، مدیریت پروژه، نظارت، مدیریت داده‌ها و آمار زیستی را مدیریت می‌کند؛ و فروش و پزشکی قراردادی (۵٪ از درآمد سال ۲۰۲۴)، که فروش قراردادی را به ارائه دهندگان مراقبت‌های بهداشتی و خدمات تعامل با بیمار ارائه می‌دهد.
این شرکت در رتبه ۲۸۲ فهرست فورچون ۵۰۰ و ۶۸۰ فهرست فوربس گلوبال ۲۰۰۰ قرار دارد.
این شرکت به دلیل جمع‌آوری و فروش سوابق پزشکی بیماران، حتی با وجود ناشناس بودن داده‌ها، مورد انتقاد قرار گرفته است.
اکویا در سال ۲۰۱۶ از ادغام کوئینتیلز، یک سازمان تحقیقاتی قراردادی، و آی‌ام‌اس هلث، یک ارائه‌دهنده داده‌ها و تجزیه و تحلیل مراقبت‌های بهداشتی و بزرگ‌ترین فروشنده داده‌های تجویز پزشک در ایالات متحده، تشکیل شد.